# Oriolus larvatus
Oriolus larvatus е вид птица от семейство Oriolidae.

## Разпространение
Видът е разпространен в Ангола, Ботсвана, Бурунди, Етиопия, Замбия, Зимбабве, Демократична република Конго, Кения, Малави, Мозамбик, Намибия, Руанда, Сомалия, Судан, Свазиленд, Танзания, Уганда, Южна Африка и Южен Судан.